# Acció del 16 de gener de 1916
L'acció del 16 de gener de 1916 va ser un combat de la Primera Guerra Mundial que es va lliurar entre un creuer auxiliar alemany i un vaixell mercant armat britànic, prop de les illes portugueses de Madeira, a l'oceà Atlàntic.

## Antecedents
Durant la Primera Guerra Mundial, els alemanys van dur a terme la Handelskrieg (guerra al comerç) amb vaixells mercants corsaris. Un d'aquests vaixells era el creuer auxiliar SMS Möwe (9.800 t), comandat pel korvettenkapitän (capità de corbeta) Nikolaus zu Dohna-Schlodien, que estava assigant a l'oceà Atlàntic. El Möwe era originalment un vaixell mercant construït el 1914, però el 1915 es va convertir en un creuer auxiliar, armat amb quatre canons de 150 mmm, un canó de 105 mm i dos tubs llançatorpedes.
El seu oponent va ser el vaixell mercant armat britànic SS Clan MacTavish (5.816 t), carregat amb pells, carn i cotó.

## L'acció
Al 16 de gener de 1916, el Möwe navegava aproximadament a 120 milles al sud de Madeira amb el vapor mercant SS Appam, un vaixell que els alemanys havien capturat prèviament, al que van instal·lar una dotació de presa, i que transportava presoners de guerra.
A posta de sol, el vigies del Möwe van albirar fum a l'horitzó, una indicació segura d'un vaixell. Immediatament, el capità de corbeta Dohna-Schlodien va ordenar a l'Appam a quedar-se enrere mentre ell anava a investigar. Diversos minuts més tard, al voltant de les 21.00 h, el Möwe va arribar a una distància d'on els seus vigies van veure que la fum provenia d'un gran vaixell mercant, posteriorment identificat com el Clan Mactavish, de la companyia Clan Line.
Ja era de nit quan el Möwe es va apropar, de manera que els alemanys es van acostar amb cautela. Usant un reflector de senyals, Dohna-Schlodien va sol·licitar el nom al vaixell mercant, però els britànics van respondre demanant que fossin els alemanys els primers a identificar-se. Dohna-Schlodien va respondre que la seva nau era el SS Autor i que navegaven des de Liverpool fins a Natal. El Möwe era molt semblant al SS Autor, que va ser enfonsat pels alemanys un parell de setmanes abans. El Clan Mactavish va dir el seu nom i que estaven tornant a Gran Bretanya des d'Austràlia.
Aquest va ser la fi per al vaixell mercant, ara identificat com a enemic. El Möwe es va creuar a la proa del vaixell mercant i li va ordenar detenir-se, un senyal que sens dubte va sorprendre els innocents britànics. En lloc d'aturar-se, els britànics van canviar de rumb i van augmentar la velocitat, amb l'esperança de deixar enrere als assaltants. Els alemanys van fer trets d'advertència, van ser disparats, però van ser ignorats pels britànics i es va iniciar una persecució.
La nau britànica va obrir foc contra els seus perseguidors alemanys amb l'única arma que tenien, muntada a la popa. Els trets no eren ben dirigits i alguns es van enfonsar a l'aigua prop del creuer auxiliar, però al final cap tret va impactar contra el vaixell alemany i, per tant, no van patir danys o víctimes en l'enfrontament. Els mariners alemanys van respondre als britànics amb foc de bateria des dels seus canons de 150 mm. Durant el combat, el Clan Mactavish va enviar trucades de socors, que van ser rebudes pel creuer cuirassat HMS Essex. No obstant això, l'empleat a bord del creuer no va informar els seus superiors de l'acció, per la qual cosa no els van ajudar. Finalment, l'arma del Clan Mactavish es va escalfar i el seu capità va assenyalar al Möwe que es rendien. Llavors, el Möwe va maniobrar per a l'embarcament.
Tots els trets alemanys van impactar contra el vaixell britànic, amb l'excepció dels trets d'advertència. El mercant britànic va ser capturat ràpidament, es va pujar a bord del Möwe els presoners, i van instal·lar càrregues explosives per a enfonsar el vaixell mercant. Poc després, es van detonar els explosius i el Clan Mactavish es va enfonsar. Divuit mariners britànics van morir durant el combat o just després i cinc van resultar ferits. El comandant del Clan Mactavish era un capità de la Royal Navy i la seva arma va ser disparada per dos mariners de l'armada; els tres van ser capturats junt amb desenes de civils. En aquest moment, els alemanys tenien un total de més de cinc-cents presoners de guerra aliats repartits entre el Möwe i l'Appam.

## Conseqüències
Després de destruir el vaixell britànic, els alemanys es van reunir amb l'Appam i van establir un curs cap a l'oest, evitant així de trobar-se amb els creuers britànics de la zona. En aquella nit, dos d'aquests creuers estaven a uns 160 km de la zona de batalla, i podrien interceptar als alemanys quan haguessin estat alertats pel telegrafista del HMS Essex.
El Möwe va enfonsar diversos vaixells aliats abans de tornar a casa. En arribar a Alemanya, el capità de corbeta Dohna-Schlodien va rebre la Creu de Ferro de segona classe. Durant el seu segon creuer, el Möwe va derrotar un altre vaixell mercant armat enmig de l'Atlàntic en l'acció del 10 de març de 1917.